# Erik Bergström
Erik "Backen" Bergström (6. januar 1886 – 30. januar 1966) var en svensk amatør fodboldspiller, der deltog i sommer-OL 1912. 
Han var en del af det svenske fodboldlandshold, der deltog i sommer-OL i 1912. Han spillede en enkelt kamp i hovedturneringen, ligesom han spillede en enkelt kamp i turneringen for de tabende syv hold.
Hans bror, Gustaf Bergström, deltog i sommer-OL 1908.